# 沙佩勒圣德尼堂
拉沙佩勒圣德尼堂（Église Saint-Denys de la Chapelle）是巴黎十八区的一座教堂，所在的拉沙佩勒路（Rue de la Chapelle）在高卢-罗马时期已经存在，是巴黎最古老的道路之一，从郊区的聖但尼通往巴黎市中心。

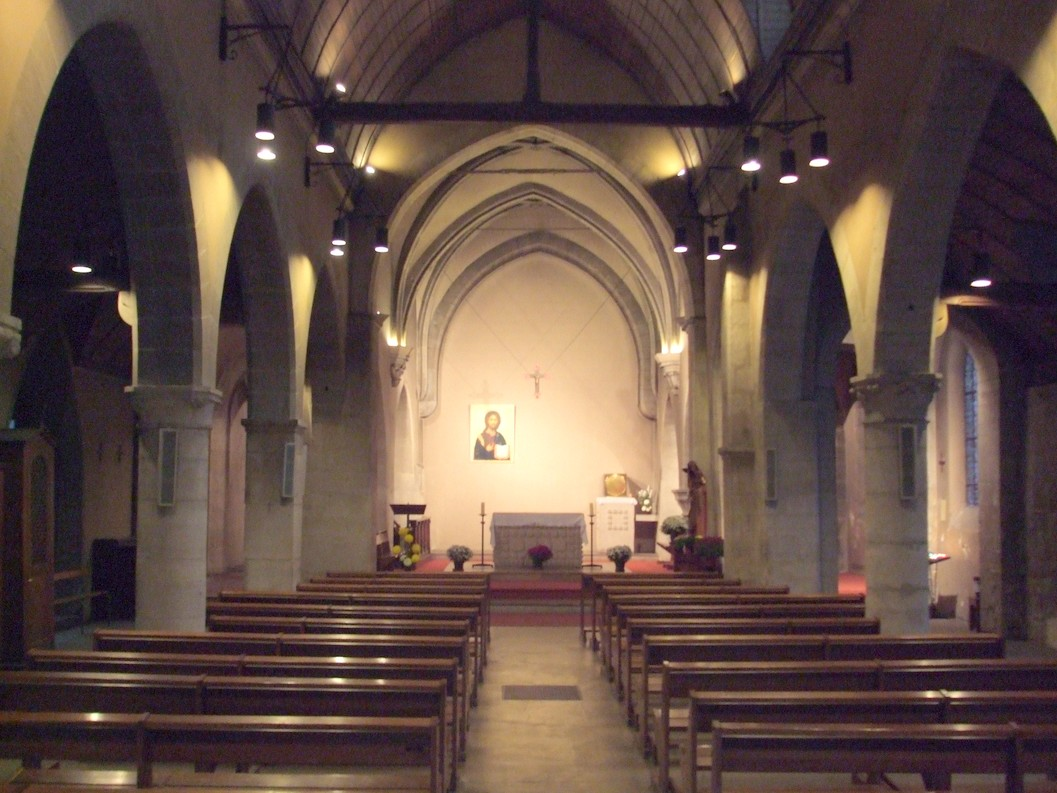

现在的教堂于1204年完成，位于圣女日南斐法在475年所建的小堂原址上，圣德尼的圣髑曾保存于此，在636年迁往圣但尼圣殿。传说圣女贞德曾在1429年在此祈祷一夜。为纪念此事并感谢1914年第一次马恩河战役时圣女贞德的保佑，1930年开始紧邻该堂修建了大得多的圣女贞德圣殿。